# Richard Kelly
James Richard Kelly (Newport News, 28 de março de 1975) mais conhecido como Richard Kelly, é um cineasta estadunidense.
Destacou-se pela direção do filme Donnie Darko em 2001. 

## Vida
James Richard Kelly nasceu em Newport News, Virgínia e cresceu em Midlothian, Virginia, onde estudou na Midlothian High School formando-se em 1993. Quando era criança, seu pai trabalhou para a NASA no programa Mars Viking Lander. Ele ganhou uma bolsa na University of Southern Califórnia para estudar na USC (School of Cinema-Television). Fez dois curtas-metragens na USC, The Goodbye Place e Visceral Matter, antes de se formar em 1997. 

## Filmografia
| Diretor | Diretor           | Diretor                         | Diretor        |
| Ano     | Filme             | Título no Brasil                | Notas          |
| ------- | ----------------- | ------------------------------- | -------------- |
| 1996    | The Goodbye Place | The Goodbye Place               | curta-metragem |
| 1997    | Visceral Matter   | Visceral Matter                 | curta-metragem |
| 2001    | Donnie Darko      | Donnie Darko                    |                |
| 2006    | Southland Tales   | Southland Tales: O Fim do Mundo |                |
| 2009    | The Box           | A Caixa                         |                |

| Roteirista | Roteirista        | Roteirista                          | Roteirista                  |
| Ano        | Filme             | Título no Brasil                    | Notas                       |
| ---------- | ----------------- | ----------------------------------- | --------------------------- |
| 1996       | The Goodbye Place | The Goodbye Place                   | curta-metragem              |
| 1997       | Visceral Matter   | Visceral Matter                     | curta-metragem              |
| 2001       | Donnie Darko      | Donnie Darko                        |                             |
| 2003       | Holes             | O Mistério dos Escavadores          | Não creditado               |
| 2005       | Domino            | Domino: A Caçadora de Recompensas   |                             |
| 2006       | Southland Tales   | Southland Tales: O Fim do Mundo     |                             |
| 2009       | S. Darko          | S. Darko - Um Conto de Donnie Darko | Baseado em seus personagens |
| 2009       | The Box           | A Caixa                             |                             |

| Produtor | Produtor                       | Produtor                       | Produtor                                                                                             |
| Ano      | Filme                          | Título no Brasil               | Notas                                                                                                |
| -------- | ------------------------------ | ------------------------------ | --- |
| 2009     | Dirty Girl                     | Dirty Girl                     | |
| 2009     | I Hope They Serve Beer in Hell | I Hope They Serve Beer in Hell | Baseado no conto de Tucker Max, "The Austin Road Trip Story" do livro I Hope They Serve Beer in Hell |
| 2009     | Rogue's Gallery                | Operação Fim de Jogo           | |
| 2009     | The Box                        | A Caixa                        | |
| 2009     | World's Greatest Dad           | O Melhor Pai do Mundo          | |